# Pa Vây Sử
Không nhầm với các địa danh có tên tương tự là Pà Vầy Sủ và Pa Vệ Sử.
Pa Vây Sử là một xã thuộc huyện Phong Thổ, tỉnh Lai Châu, Việt Nam.
Xã Pa Vây Sử có diện tích 40,9 km², dân số năm 1999 là 1348 người, mật độ dân số đạt 33 người/km².